# ГЕС Qiānfúyán
ГЕС Qiānfúyán (千佛岩水电站) — гідроелектростанція у центральній частині Китаю в провінції Сичуань. Знаходячись між ГЕС Chéngdōng (вище по течії) та ГЕС Маотан, входить до складу каскаду на річці Qingyi, яка приєднується ліворуч до Дадухе незадовго до впадіння останньої праворуч до Міньцзян (велика ліва притока Янцзи).
В межах проекту річку перекрили бетонною греблею висотою 21 метри та довжиною 417 метрів, яка утримує водосховище з об'ємом 26,5 млн м3 та нормальним рівнем поверхні на позначці 430 метрів НРМ (під час повені до 433,6 метра НРМ).  
Інтегрований у лівобережну частину греблі машинний зал обладнали трьома турбінами типу Каплан потужністю по 34 МВт. Відпрацьована ними вода прямує сім кілометрів по прокладеному паралельно руслу річки каналу, котрий дозволяє збільшити доступний напір.